# 掠角

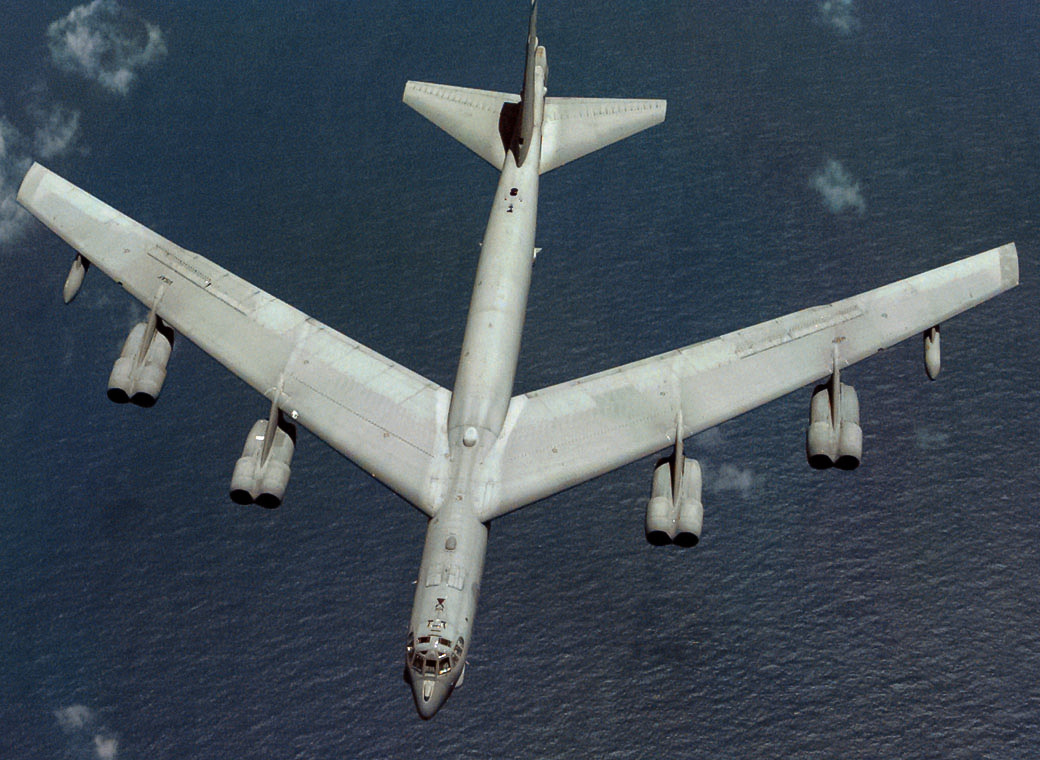
一架B-52轰炸机采用了后掠翼的设计，其掠角为锐角。

掠角指的是機翼設計中心線與機身垂直線的夾角。固定翼飞机的掠角是固定的。现代大多数飞机采用的是后掠翼和平直機翼的设计。但是有部分飞机采用前掠翼或者掠角可变的设计来适应不同的飞行状态。

## 种类

### 后掠翼
后掠翼即掠角为锐角的机翼设计。 后掠翼是平直机翼发展而来的，適用於較高的飛行速度，气动特点为可增大机翼的临界速度，并减小超音速飞行时的阻力。
後掠翼的理論最初由德國人在1930年代提出，第二次世界大戰期間，使用後掠翼設計的飛機開始出現，包括德國的Me 262戰鬥機和Me 163戰鬥機。但是Me 262使用後掠翼的原意並非針對高速飛行下的控制。
第二次世界大戰之後，隨著飛行速度的提高，後掠翼和其他適合高速飛行的機翼同時受到廣泛的注意，但是隨著使用經驗的累積，後掠翼逐漸成為1950到1960年代很常見的設計之一。
後掠翼不僅使用於軍用飛機，巡航速度在亞音速範圍的民航機也大量採用這種設計，以取得速度與航程之間的最佳效益。

### 前掠翼
前掠翼即掠角为钝角的机翼设计。

蘇-47戰鬥機俯视图，其机翼采用了前掠翼的设计。

早在1945年2月，德国容克斯公司即首飞一种名为Ju-287的前掠翼四发喷气轰炸机。这架飞机使用了前掠角为15°的机翼，开创了前掠翼飞行器的先河。
俄罗斯的苏-47战斗机为前掠翼飞机的典型代表。
前掠翼飞行器相比于传统后掠翼飞机具有结构、机动、以及可控度上几方面的优势。如更高的缠斗操控能力和更高的升阻比。

### 可变后掠翼

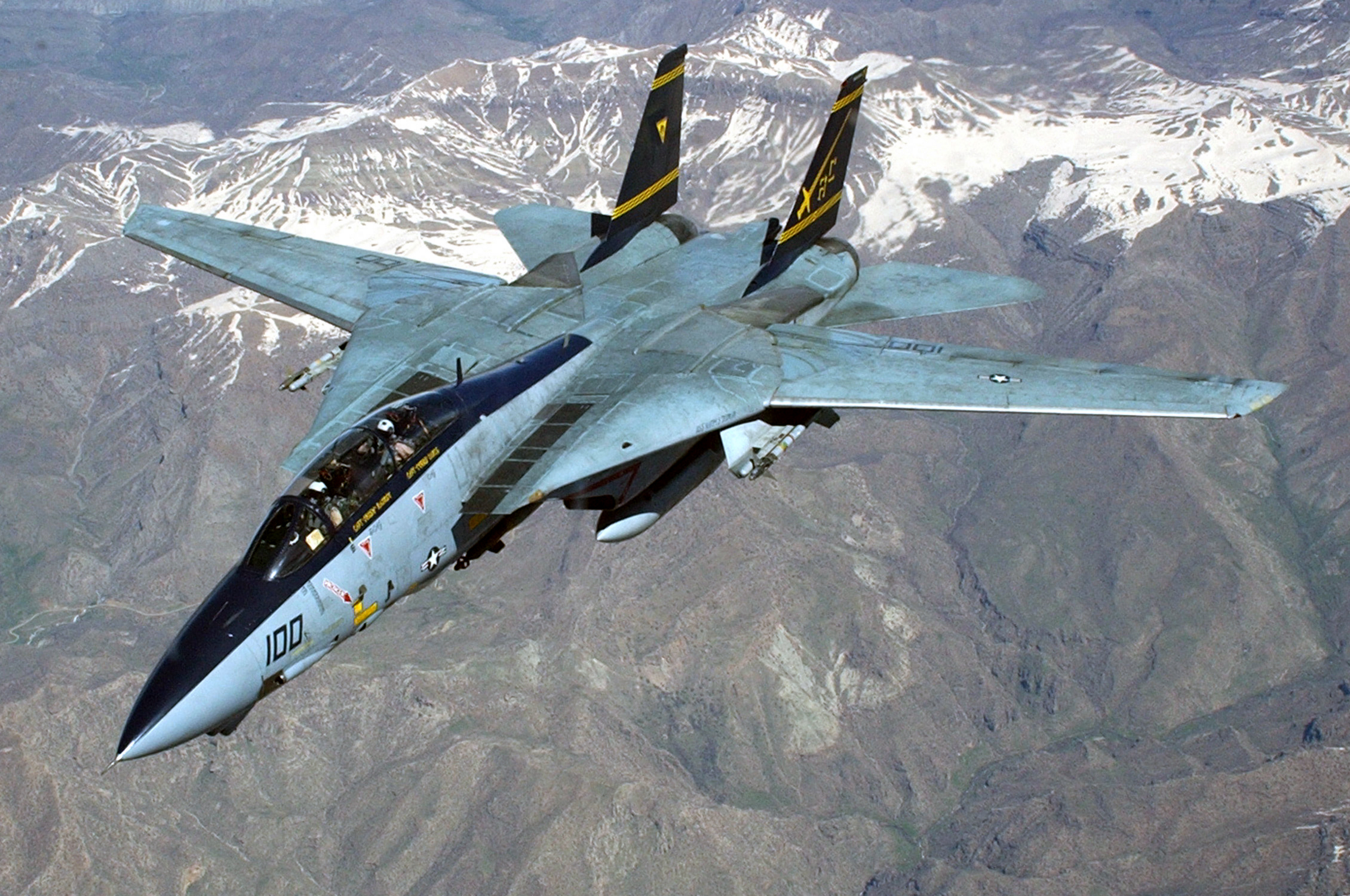
機翼沒有後掠時的F-14雄貓

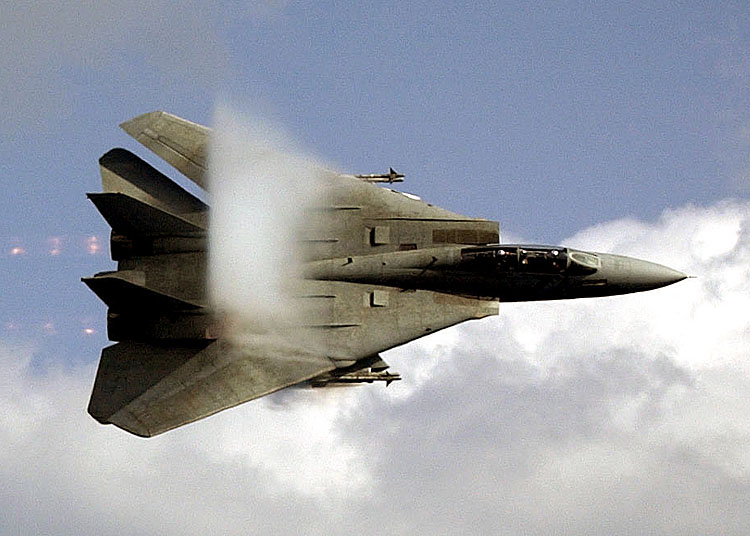
機翼後掠時的F-14雄貓

可变后掠翼即根据不同飞行情况，机翼掠角可变的设计。这样的设计可以同时利用后掠翼在高速以及直线机翼在低速下的优点。然而这种设计却增加了飞机的重量和增加结构复杂度。
可变后掠翼能更具飞机速度自动调节。速度越慢，掠角越大。速度越快，掠角越小。
美国空军70研发的F-14雄貓式戰鬥機就采用了可变后掠翼的设计。其掠翼收拢后能达到极高的飞行速度，张开后又能得到极好的稳定性以便在航母上降落。

### 平直机翼

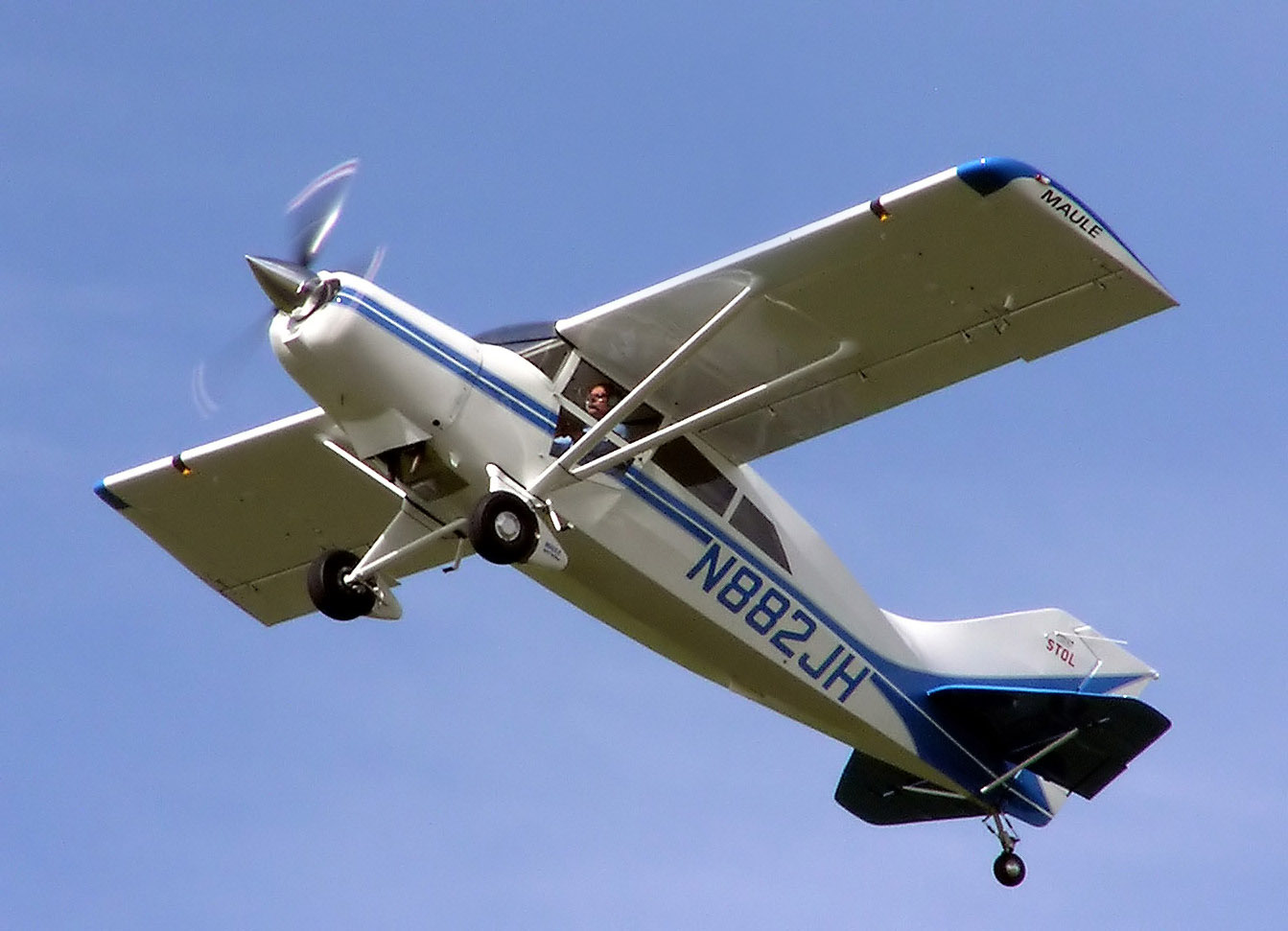
采用平直机翼的轻型的飞机。

早期的飞机和一些轻型的螺旋桨飞机往往采用平直机翼的设计。

## 特点
通常来说，掠角越大，飞机能达到的速度越大。但是也容易失速。
掠角越小，飞机低速飞行时的稳定性越好，但是限制了最高速度。